# Ponderosa Ranch

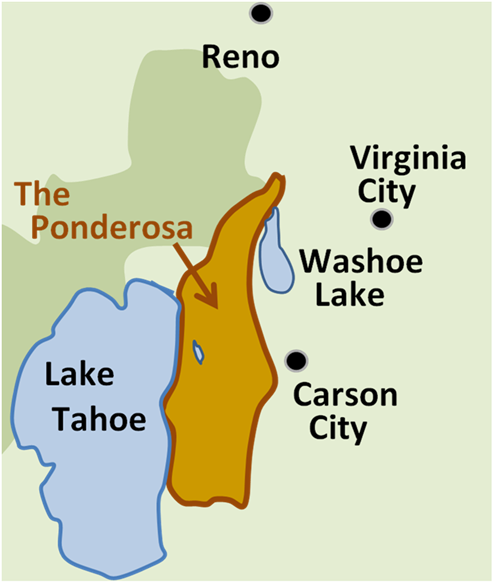
Omvang van de fictieve Ponderosa Ranch uit Bonanza

Ponderosa Ranch is een voormalig attractiepark in Incline Village in de Amerikaanse staat Nevada. Het ligt op een bergflank onmiddellijk ten noordoosten van Lake Tahoe en bestond van 1967 tot 2004. Het was gebaseerd op de populaire televisieserie Bonanza en vernoemd naar de fictieve ranch uit de serie. Verschillende sets waren er nagebouwd, waaronder de woning van de familie Cartwright. Delen van de laatste vijf seizoenen en van drie Bonanza-televisiefilms werden opgenomen op de Ponderosa Ranch.